# The Dissent of Man
The Dissent of Man es el decimoquinto álbum de la banda californiana Bad Religion, publicado en septiembre de 2010 por Epitaph Records.
Es su primer álbum en tres años desde el lanzamiento de New Maps of Hell en 2007. La banda comenzó a escribir nuevo material en 2008, pero no comenzaría el trabajo de estudio hasta mayo de 2010.
La escritura y el proceso de grabación duró dos años y se ralentizaron considerablemente por la programación de la gira. El álbum fue finalmente terminado en junio de 2010. Parte del material ("Resist Stance", que apareció originalmente en el álbum en vivo 30 Years Live, y versiones actualizadas de "Won't Somebody", "Chronophobia" y "Adam's Atoms", que eran canciones extra en la edición de lujo del álbum anterior New Maps of Hell), se interpretaron en vivo por Bad Religion en la gira del 30.º aniversario a principios de 2010.

## Listado de temas
| N.º | Título                           | Escritor(es) | Duración |  |
| 1.  | «The Day That the Earth Stalled» | Graffin      | 1:23     |  |
| 2.  | «Only Rain»                      | Gurewitz     | 2:43     |  |
| 3.  | «The Resist Stance»              | Graffin      | 2:32     |  |
| 4.  | «Won't Somebody»                 | Gurewitz     | 2:42     |  |
| 5.  | «The Devil in Stitches»          | Gurewitz     | 3:28     |  |
| 6.  | «Pride and the Pallor»           | Graffin      | 2:56     |  |
| 7.  | «Wrong Way Kids»                 | Gurewitz     | 2:43     |  |
| 8.  | «Meeting of the Minds»           | Graffin      | 2:06     |  |
| 9.  | «Someone to Believe»             | Graffin      | 2:38     |  |
| 10. | «Avalon»                         | Graffin      | 3:28     |  |
| 11. | «Cyanide»                        | Gurewitz     | 3:55     |  |
| 12. | «Turn Your Back on Me»           | Gurewitz     | 2:24     |  |
| 13. | «Ad Hominem»                     | Graffin      | 3:27     |  |
| 14. | «Where the Fun Is»               | Gurewitz     | 3:04     |  |
| 15. | «I Won't Say Anything»           | Gurewitz     | 3:22     |  |

| Deluxe Digital Download Tracks |                              |              |          |  |
| N.º                            | Título                       | Escritor(es) | Duración |  |
| 16.                            | «Finite»                     | Graffin      | 3:51     |  |
| 17.                            | «Best for You» (Live)        | Graffin      | 2:09     |  |
| 18.                            | «Pessimistic Lines» (Live)   | Graffin      | 1:15     |  |
| 19.                            | «How Much Is Enough?» (Live) | Gurewitz     | 1:33     |  |
| 20.                            | «Generator» (Live)           | Gurewitz     | 3:36     |  |

## Créditos
- Greg Graffin - cantante, productor
- Brett Gurewitz - guitarra, productor, mezclas
- Brian Baker - guitarra
- Greg Hetson - guitarra
- Jay Bentley - bajo
- Brooks Wackerman - batería